# نوفيركاس
نوفيركاس هي بلدية تقع في مقاطعة سوريا، في منطقة قشتالة وليون، في إسبانيا. يبلغ عدد سكانها 158 نسمة وذلك حسب (المعهد الوطني للإحصاء) سنة 2017. تبلغ مساحتها 91,56 كم مربع، وترتفع عن سطح البحر 1,097 متر.